# Associé exploitant
 (septembre 2017).
Si vous disposez d'ouvrages ou d'articles de référence ou si vous connaissez des sites web de qualité traitant du thème abordé ici, merci de compléter l'article en donnant les références utiles à sa vérifiabilité et en les liant à la section « Notes et références ».
Un associé exploitant, en anglais américain operating partner, est, dans la terminologie des sociétés américaines de capital-risque et de capital-investissement, la personne chargée de la création de valeur pour le portefeuille de sociétés privées.
Un Operating Partner est un professionnel expérimenté, souvent ancien dirigeant ou entrepreneur, qui accompagne les entreprises dans leur croissance, leur transformation stratégique ou leur structuration, avec un engagement sur les résultats.
Il se distingue des consultants traditionnels par son rôle de copilote opérationnel du dirigeant et sa capacité à s’impliquer directement dans l’exécution de la stratégie.
Historiquement rattaché aux sociétés de capital-investissement (Private Equity ou Venture Capital), son rôle s’étend désormais au-delà des fonds, notamment auprès de PME et d’ETI en phase de changement.

## Historique
Créé dans les années 2000 par les fonds de capital-investissement américains, l'associé exploitant a pour fonction d'accompagner les dirigeants afin d'accélérer la transformation de l'entreprise. Cette fonction se développe peu à peu en lien avec l'accroissement du rôle de la création de valeur dans la rentabilité des fonds d'investissement.
Aux États-Unis comme en France, les entreprises travaillant avec les associés exploitants font valoir que le potentiel de création de valeur est mieux réalisé et mesuré par une personne expérimentée dans la création et le développement d’entreprises que par des consultants externes.
Depuis fin 2020, ils ont leur club au sein de France Invest. Et depuis 2023, un événement en France leur est dédié : l'Operating Partners Day,.

## Rôle et responsabilités
Toutes les entreprises et partenaires financiers (VC et PE) cherchent à maximiser la valeur de leur entreprise et de leur investissement. Au cours des dernières années, l'industrie a connu une pression accrue pour stimuler la création de valeur opérationnelle, c'est-à-dire l'orientation décisive de l'effet de levier et de l'arbitrage multiple pour accroître les performances financières, opérationnelles et commerciales fondamentales des sociétés
En conséquence, l'amélioration de l'exploitation doit se traduire par une augmentation de la valeur de l'entreprise, afin de générer des rendements plus élevés. Le rôle d’un associé exploitant peut donc couvrir le cycle complet de l'investissement, de la diligence raisonnable à l'intégration après l'intégration des transactions jusqu'à un événement de liquidité ou un événement de sortie complet.
Les associés exploitants sont mis en place par les investisseurs en tant que catalyseur du changement, en tant qu'entraîneurs ou mentors et, dans certains cas, pour servir de « partenaires d'entraînement » pour la gestion stratégique. Ils peuvent ainsi superviser des programmes d'amélioration opérationnelle à long terme à court et à moyen terme pour une société de portefeuille.
Ils peuvent également travailler en direct avec les chefs d’entreprise (sans passer par les fonds d’investissements), dans la mise en place d’un plan stratégique, d’outils de mesures, de structuration opérationnelle (business staging), pour soutenir la croissance et en mesurer le succès.

## Structuration du métier en France
Cette section ne s'appuie pas, ou pas assez, sur des sources secondaires ou tertiaires indépendantes du sujet. Le texte peut contenir des analyses inexactes ou inédites de sources primaires.
Pour l'améliorer, ajoutez-en, ou placez des modèles {{Source secondaire souhaitée}} ou {{Source secondaire nécessaire}} sur les passages mal sourcés. (juillet 2025)
Depuis les années 2020, le métier d’Operating Partner tend à se structurer en France autour de standards professionnels. Une étape significative a été la création du CAPOP (Certificat d’Aptitude à la Profession d’Operating Partner), un certificat délivré[Par qui ?] à l’issue d’un parcours professionnalisant destiné aux anciens dirigeants ou entrepreneurs souhaitant exercer cette fonction. Ce certificat valide les compétences clés requises pour accompagner les entreprises dans leurs phases de transformation stratégique, en s'engageant sur des résultats mesurables[source secondaire souhaitée].
Le CAPOP comprend un parcours de formation, une mission en entreprise et un jury d’évaluation composé de professionnels du secteur, incluant des représentants de fonds d’investissement et d’entreprises[source secondaire souhaitée].
Il est reconnu dans l’écosystème comme un référentiel de compétences par plusieurs acteurs du capital-investissement, et constitue un premier pas vers la normalisation du métier[évasif][source insuffisante].